# Maik Lachmann
Maik Lachmann (* 1979 in Dinslaken) ist ein deutscher Wirtschaftswissenschaftler und seit 2014 Universitätsprofessor für Betriebswirtschaftslehre an der Technischen Universität Berlin. Dort leitet er den Lehrstuhl für Controlling und Rechnungslegung.

## Werdegang
Von 2000 bis 2005 studierte Maik Lachmann Betriebswirtschaftslehre an der Technischen Universität Dortmund. Nach Abschluss des Studiums als Diplom-Kaufmann war er ab 2006 als wissenschaftlicher Mitarbeiter an der Westfälischen Wilhelms-Universität Münster tätig, wo er 2010 am Lehrstuhl für Betriebswirtschaftslehre, insb. Controlling promovierte. Im gleichen Jahr wurde er zum Juniorprofessor für Controlling an die Technische Universität Dortmund berufen. Im Jahr 2014 nahm er einen Ruf der Technischen Universität Berlin auf den Lehrstuhl für Controlling und Rechnungslegung an der Fakultät für Wirtschaft und Management an.
Maik Lachmann war als Gastwissenschaftler an der University of Southern California, Leventhal School of Accounting, Los Angeles, USA und an der University of Florida, Fisher School of Accounting, Gainesville, USA tätig.

## Wirken
Die Forschungsgebiete von Maik Lachmann umfassen das Controlling und die Rechnungslegung. Im Einzelnen beschäftigt er sich mit den Verhaltenswirkungen von Anreizsystemen, der Wahrnehmung und Verarbeitung von Jahresabschlussinformationen durch Investoren sowie dem Controlling im Gesundheitswesen. Er ist Autor zahlreicher Veröffentlichungen in nationalen und internationalen Zeitschriften. Im Jahr 2015 erhielt er den Preis für vorbildliche Lehre der Gesellschaft von Freunden der Technischen Universität Berlin. Er ist zudem Kuratoriumsmitglied des Vereins zur Förderung des Bilanz- und Steuerrechts sowie der Wirtschaftsprüfung Berlin und Brandenburg.

## Schriften (Auswahl)
- Performance measurement and compensation practices in hospitals: An empirical analysis in consideration of ownership types, zus. mit Rouven Trapp und Felix Wenger, European Accounting Review, Vol. 25, 2016, No. 4, S. 661–686, ISSN 0963-8180.
- Fraud characteristics and their effects on shareholder wealth, zus. mit Corinna Ewelt-Knauer und Thorsten Knauer, Journal of Business Economics, Vol. 85, 2015, No. 9, S. 1011–1047, ISSN 0044-2372.
- Fair value accounting for liabilities: presentation format of credit risk changes and individual information processing, zus. mit Ulrike Stefani und Arnt Wöhrmann, Accounting, Organizations and Society, Vol. 41, 2015, No. 1, S. 21–38, ISSN 0361-3682.
- Der Einsatz von Controllinginstrumenten in Krankenhäusern – Verbreitung, Kontextfaktoren und Erfolgspotenziale. Wiesbaden 2010, ISBN 978-3-8349-2663-0.